# José Enrique Carrera
Pour les articles homonymes, voir Carrera.
Carrera  Álvarez est un nom espagnol. Le premier nom de famille, en général paternel, est Carrera ; le second, en général maternel, souvent omis, est Álvarez.
José Enrique Carrera Álvarez (né le 27 novembre 1965 à Ponferrada,) est un coureur cycliste espagnol. Il passe professionnel en 1986 au sein de l'équipe Reynolds.

## Palmarès
- 1985
  - Clásica de Alcobendas
  - 2e de la Prueba Alsasua
- 1986
  - 2e étape du Tour de la Communauté européenne
- 1987
  - 2e du GP Caboalles de Abajo
  - 2e du GP Llodio
- 1988
  - 4e étape du Tour d'Andalousie
- 1990
  - 3e de la Clásica de Sabiñánigo

## Résultats sur les grands tours

### Tour d'Espagne
3 participations
- 1987 : hors délais (7e étape)
- 1988 : 97e,  vainqueur du classement des sprints spéciaux
- 1991 : abandon (8e étape)